# 埼玉県道34号さいたま草加線

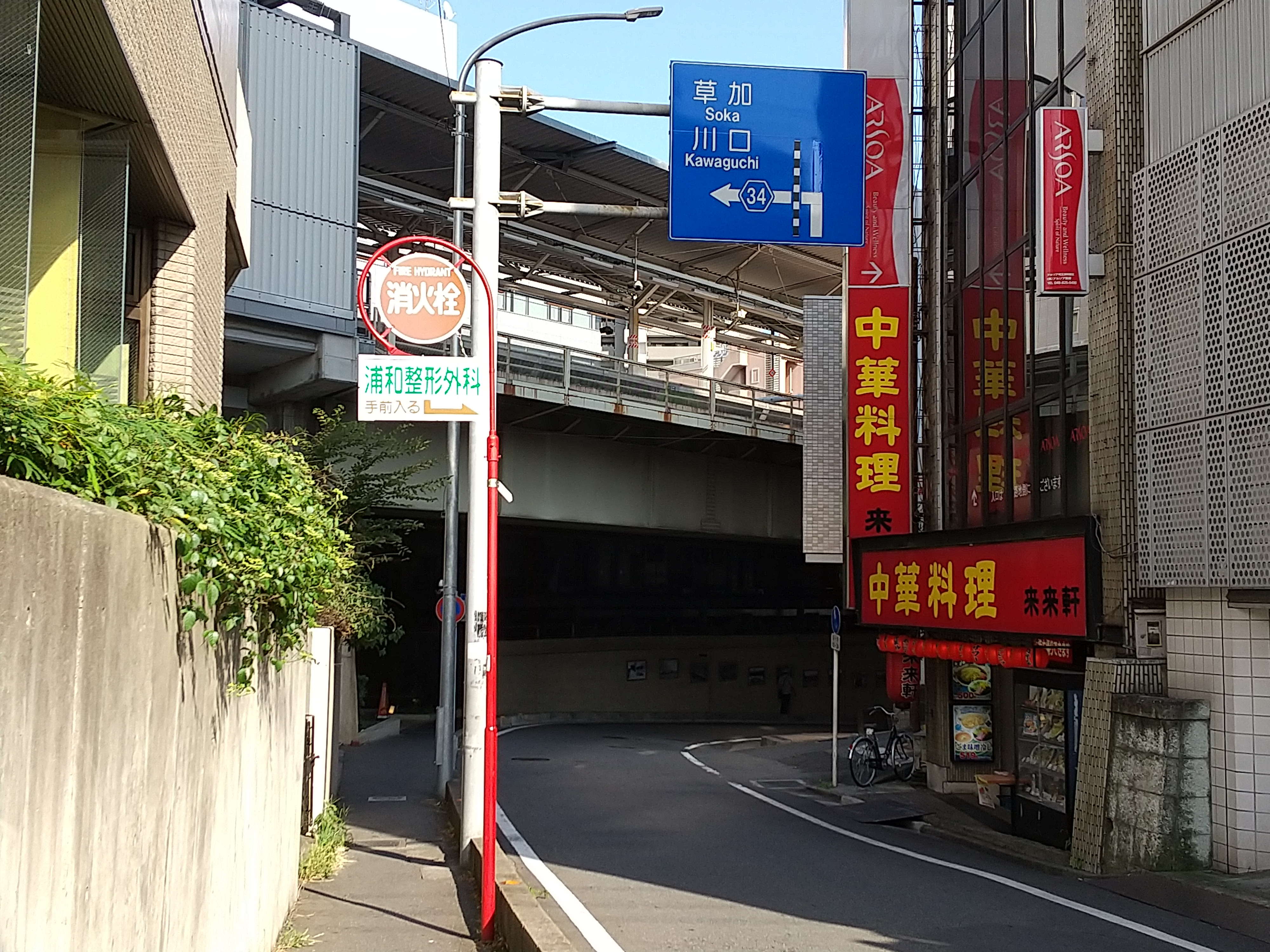
さいたま市浦和区高砂付近

埼玉県道34号さいたま草加線（さいたまけんどう34ごう さいたまそうかせん）は、埼玉県さいたま市浦和区高砂の浦和駅西口交差点から、埼玉県草加市の谷古宇橋交差点に至る埼玉県の主要地方道（県道）である。さいたま市発足前の路線名は「浦和草加線」。

## 概要
さいたま市内には一方通行区間や、両方向通行可能ではあるが同市浦和区前地三丁目から南区大谷場辺りまで1車線ほどの幅しかない区間があり、一見普通の生活道路と見間違えるほどの雰囲気である。現在、浦和駅周辺で4車線化への拡幅工事（田島大牧線区間）がされたほか、南浦和地区にて区画整理が施されたため、浦和駅付近にて分断、南浦和地区にてわずかだが県道指定の途切れる区間が存在する。
また、川口市内には、旧道とは別に片側2車線のバイパスが通っており、埼玉県道1号さいたま川口線や埼玉県道58号台東川口線を結ぶ、通称第二産業道路と呼ばれる路線の一部となっている。そのため、こちらの旧道は鳩ヶ谷駅周辺の再開発、区画整理事業に伴い、一部通行止めとなり、県道指定も解除されたため、実質前述のバイパスが本線化した。この第二産業道路の区間に川口市立グリーンセンターがあり、当センターは第二産業道路によって敷地が分断されている。
川口市内の単独区間はさいたま県土整備事務所が管理している。

### 路線データ
- 起点：埼玉県さいたま市浦和区高砂（国道463号・埼玉県道213号曲本さいたま線交点、浦和駅西口交差点）
- 終点：埼玉県草加市栄町（埼玉県道49号足立越谷線・埼玉県道29号草加流山線交点、谷古宇橋交差点）
- 総距離：18,736m

## 歴史

### 年表
- 1960年（昭和35年）9月1日 - 埼玉県告示第652号により、埼玉県道に認定される[2]。
- 1993年（平成5年）5月11日 - 建設省から、県道浦和草加線が浦和草加線として主要地方道に指定される[3]。

## 路線状況

### 通称
- 県庁通り（さいたま市浦和区 浦和駅西口交差点 - 浦和駅付近）[4]
- 日の出通り（東北本線高架下 - 浦和区前地）[5] - 以前は「東口大通り」や「第一ガード通り」と呼ばれていた[6]。
- 南大通り（さいたま市南区 セブンイレブンさいたま大谷場店の歩車分離式信号機のある交差点 - 南浦和駅入口交差点）
- 産業道路（南浦和駅入口交差点〜二十三夜交差点）[7]
- 外環（岸川中学校交差点〜道合西交差点）[8]
- 第二産業道路（道合西交差点[9] - 赤井二丁目交差点）

### 交通量
| 交通調査地点                          | 昼間12時間自動車類交通量 | 昼間12時間自動車類交通量 | 昼間12時間自動車類交通量 | 24時間自動車類交通量 | 24時間自動車類交通量 | 24時間自動車類交通量 |
| 交通調査地点                          | 小型車                   | 大型車                   | 合計                     | 小型車               | 大型車               | 合計                 |
| ------------------------------------- | ------------------------ | ------------------------ | ------------------------ | -------------------- | -------------------- | -------------------- |
| さいたま市浦和区東高砂町19番地5先付近 | 10,467                   | 810                      | 11,277                   | 12,605               | 1,040                | 13,645               |
| さいたま市南区太田窪3004番地先付近    | 5,980                    | 628                      | 6,608                    | 7,671                | 919                  | 8,590                |
| 川口市里1190番地61先付近              | 15,215                   | 3,121                    | 18,336                   | 20,536               | 4,218                | 24,754               |
| 川口市赤井1丁目2番地20先付近          | 13,506                   | 2,622                    | 16,128                   | 18,470               | 3,787                | 22,257               |
| 草加市苗塚町565番地先付近             | 6,322                    | 2,102                    | 8,424                    | 8,608                | 2,512                | 11,120               |
| 川口市峯521番地1先付近                | 5,551                    | 1,229                    | 6,740                    | 7,177                | 1,518                | 8,695                |

## 地理

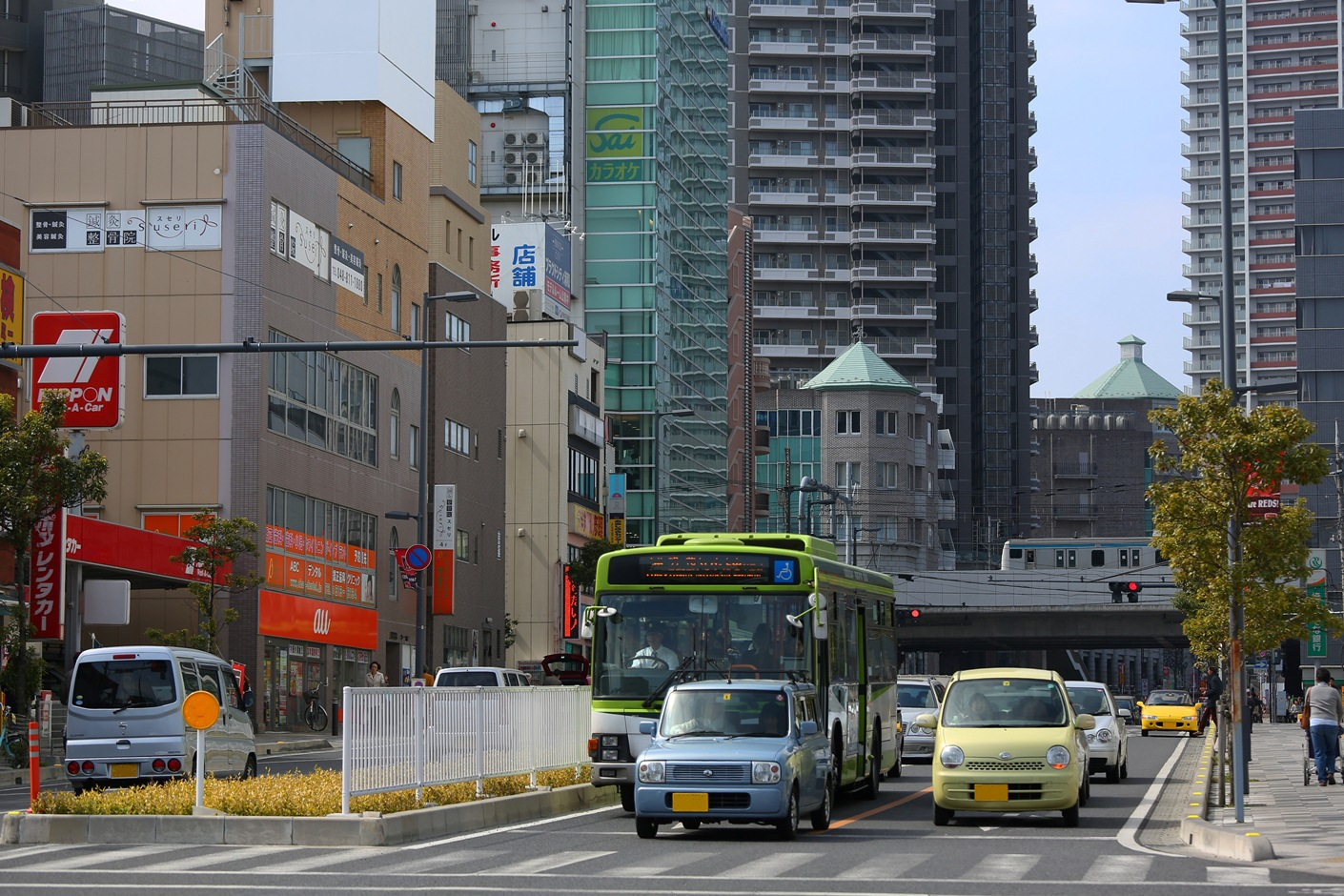
4車線の浦和駅周辺

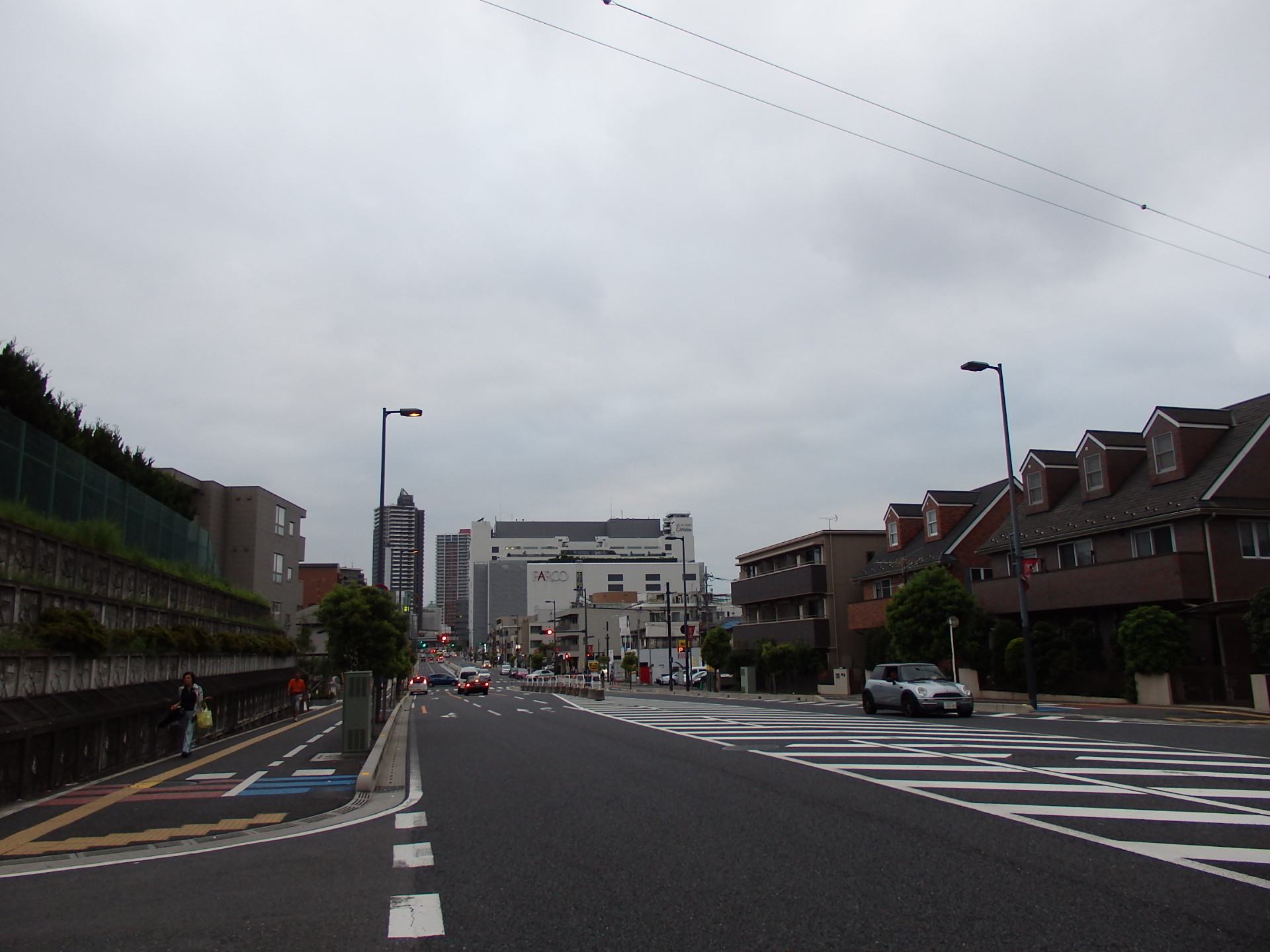
前地3丁目から浦和駅方面

### 通過する自治体
- さいたま市（浦和区-南区）
- 川口市
- 草加市

### 交差する道路
※第二産業道路区間を除く
| 交差する道路                                      | 交差する道路                                      | 交差点名         | 所在地     | 所在地 |
| ------------------------------------------------- | ------------------------------------------------- | ---------------- | ---------- | ------ |
| 国道463号（県庁通り）                             |                                                   |                  |            |        |
| 埼玉県道213号曲本さいたま線（旧中山道） 国道463号 | 埼玉県道213号曲本さいたま線（旧中山道） 国道463号 | 浦和駅西口       | さいたま市 | 浦和区 |
|                                                   | 本線                                              |                  | さいたま市 | 浦和区 |
| （東通り）                                        |                                                   |                  | さいたま市 | 浦和区 |
|                                                   | （高砂仲町線）                                    | 浦和駅東口（南） | さいたま市 | 浦和区 |
| 田島大牧線（日の出通り）                          |                                                   |                  | さいたま市 | 浦和区 |
| （馬場先通り）                                    | （馬場先通り）                                    |                  | さいたま市 | 南区   |
| （大谷場高木線）                                  |                                                   |                  | さいたま市 | 南区   |
| （南大通り）                                      |                                                   |                  | さいたま市 | 南区   |
| 本線（南大通り）                                  |                                                   | 南浦和駅入口     | さいたま市 | 南区   |
| 埼玉県道35号川口上尾線（産業道路）                | 埼玉県道35号川口上尾線（産業道路）                | 二十三夜         | さいたま市 | 南区   |
| （南浦和越谷線）                                  | （南浦和越谷線）                                  | 坂下橋           | 川口市     | 川口市 |
| 埼玉県道235号大間木蕨線                           | 埼玉県道235号大間木蕨線                           | 伊刈             | 川口市     | 川口市 |
|                                                   | 本線                                              | 岸川中学校       | 川口市     | 川口市 |
| 埼玉県道1号さいたま川口線（第二産業道路）         | 埼玉県道1号さいたま川口線（第二産業道路）         | 道合西           | 川口市     | 川口市 |
| 埼玉県道58号台東川口線（第二産業道路）            | 埼玉県道58号台東川口線（第二産業道路）            | 赤井二丁目       | 川口市     | 川口市 |
| 本線                                              |                                                   | 赤井四丁目       | 川口市     | 川口市 |
| 埼玉県道103号吉場安行東京線                       | 埼玉県道103号吉場安行東京線                       | 横道             | 川口市     | 川口市 |
| 国道4号（草加バイパス）                           | 国道4号（草加バイパス）                           | 花栗（中）       | 草加市     | 草加市 |
| 埼玉県道49号足立越谷線（日光街道）                | 埼玉県道49号足立越谷線（日光街道）                | 谷古宇橋         | 草加市     | 草加市 |
| 埼玉県道29号草加流山線                            |                                                   |                  |            |        |

### 重複区間
- 埼玉県道35号川口上尾線（産業道路、さいたま市南区太田窪 南浦和駅入口交差点 - 二十三夜交差点）
- 埼玉県道235号大間木蕨線（川口市大字伊刈 伊刈交差点 - 柳崎1丁目交差点）
- 埼玉県道1号さいたま川口線（第二産業道路、川口市柳根町 柳崎1丁目交差点 - 道合西交差点）
- 国道298号（岸川中学校交差点 - 道合西交差点間）
- 埼玉県道58号台東川口線（第二産業道路、川口市鳩ケ谷歩道橋交差点 - 赤井二丁目交差点）

### 交差する鉄道・高速道路・河川
- 東日本旅客鉄道（JR東日本）東北本線（京浜東北線、宇都宮線（東北本線）、高崎線、上野東京ライン、湘南新宿ライン（東北貨物線））（浦和駅南方）
- 藤右衛門川（狐橋）
- 東日本旅客鉄道武蔵野線（南浦和駅-東浦和駅間）
- 芝川（柳根橋）
- 東京外環自動車道（川口市 岸川中学校交差点、道合西交差点）
- 見沼代用水東縁
- 埼玉高速鉄道埼玉高速鉄道線（鳩ヶ谷駅付近）
- 首都高速川口線
- 伝右川（さいわい橋）
- 東武鉄道伊勢崎線（東武スカイツリーライン）（草加駅-獨協大学前駅間）

### 沿線にある施設など
| 施設                                           | 所在地     | 所在地 |
| ---------------------------------------------- | ---------- | ------ |
| 浦和駅                                         | さいたま市 | 浦和区 |
| 浦和パルコ                                     | さいたま市 | 浦和区 |
| 浦和競馬場                                     | さいたま市 | 南区   |
| さいたま市立大谷場中学校                       | さいたま市 | 南区   |
| さいたま市立大谷場東小学校                     | さいたま市 | 南区   |
| 川口北郵便局                                   | 川口市     | 川口市 |
| 川口市消防局 北消防署伊刈分署                  | 川口市     | 川口市 |
| 川口市立花木植物園（川口市立グリーンセンター） | 川口市     | 川口市 |
| イオンモール川口                               | 川口市     | 川口市 |
| 埼玉県立鳩ヶ谷高等学校                         | 川口市     | 川口市 |
| 埼玉県立川口高等学校                           | 川口市     | 川口市 |
| 鳩ヶ谷駅                                       | 川口市     | 川口市 |
| 川口市消防局南消防署 鳩ヶ谷分署                | 川口市     | 川口市 |
| 西友 鳩ヶ谷店                                  | 川口市     | 川口市 |
| 川口市保健センター鳩ヶ谷分室                   | 川口市     | 川口市 |
| 川口信用金庫 赤井支店                          | 川口市     | 川口市 |
| 文化放送送信所                                 | 川口市     | 川口市 |
| 武南病院                                       | 川口市     | 川口市 |
| 瀧野川信用金庫 新郷支店                        | 川口市     | 川口市 |
| さいたま農業協同組合 新郷支店                  | 川口市     | 川口市 |
| 川口信用金庫 東本郷支店                        | 川口市     | 川口市 |
| 武南警察署 新郷交番                            | 川口市     | 川口市 |
| 川口市役所新郷支所                             | 川口市     | 川口市 |
| 峯ヶ岡八幡宮                                   | 川口市     | 川口市 |
| 城北信用金庫 峯新堀支店                        | 川口市     | 川口市 |
| 草加バッティングセンター                       | 草加市     | 草加市 |
| 島忠 草加店                                    | 草加市     | 草加市 |
| 草加警察署                                     | 草加市     | 草加市 |
| 草加市立病院                                   | 草加市     | 草加市 |
| 獨協大学                                       | 草加市     | 草加市 |

## ギャラリー

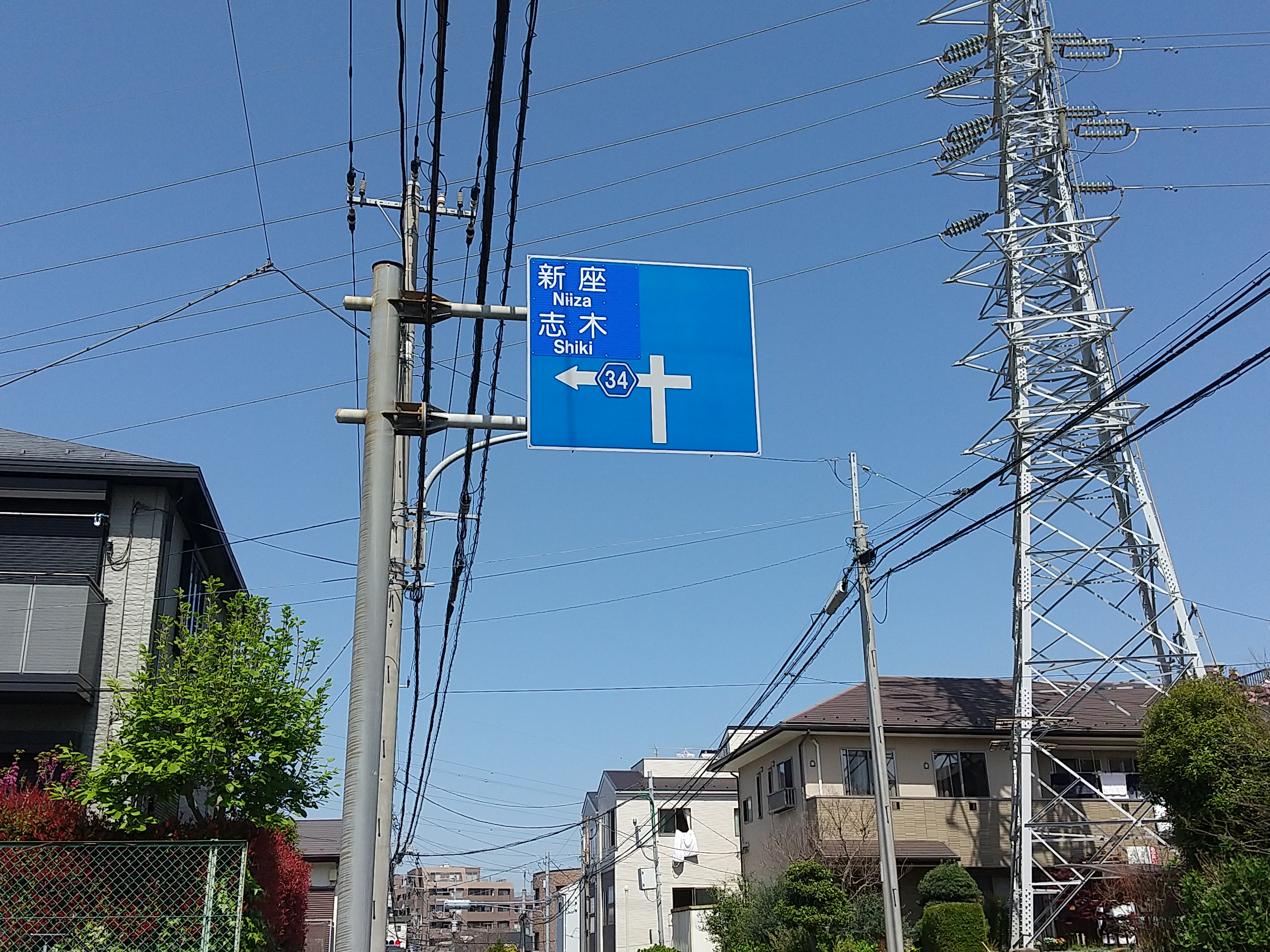
さいたま市浦和区前地付近
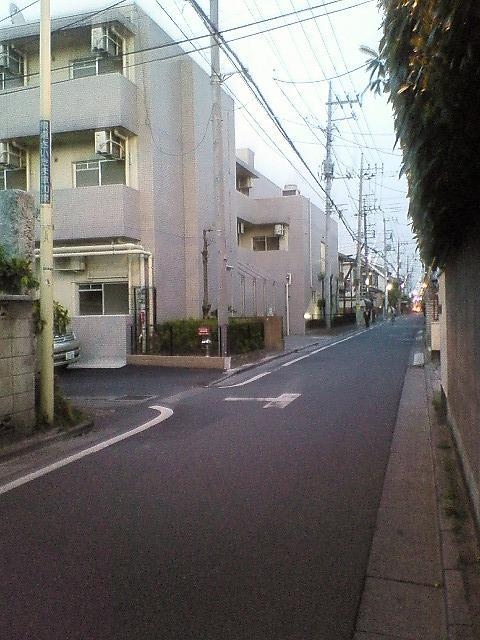
さいたま市南区 浦和競馬場付近
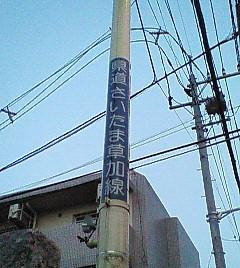
上記写真左端にある路線名標
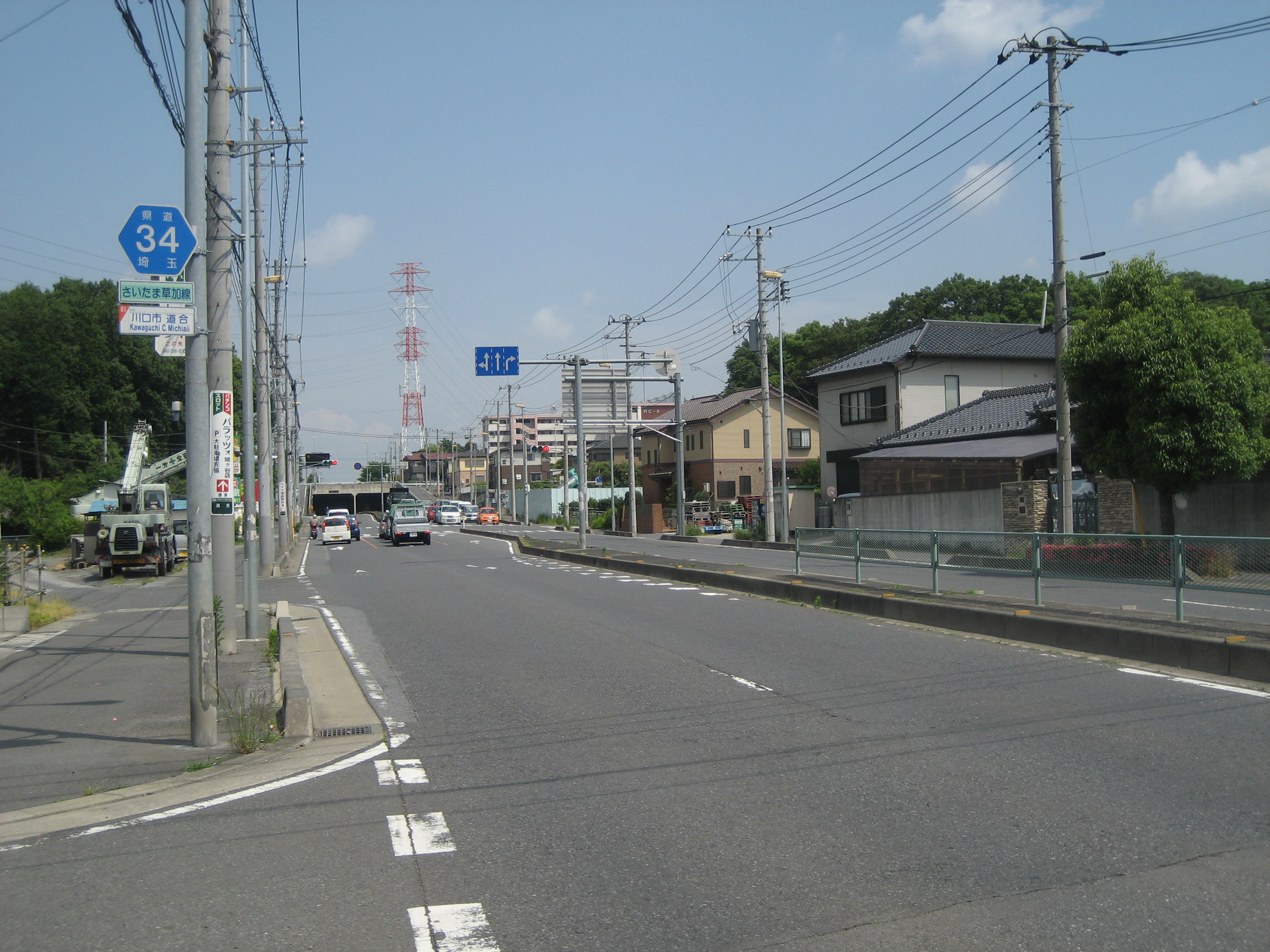
川口市道合付近
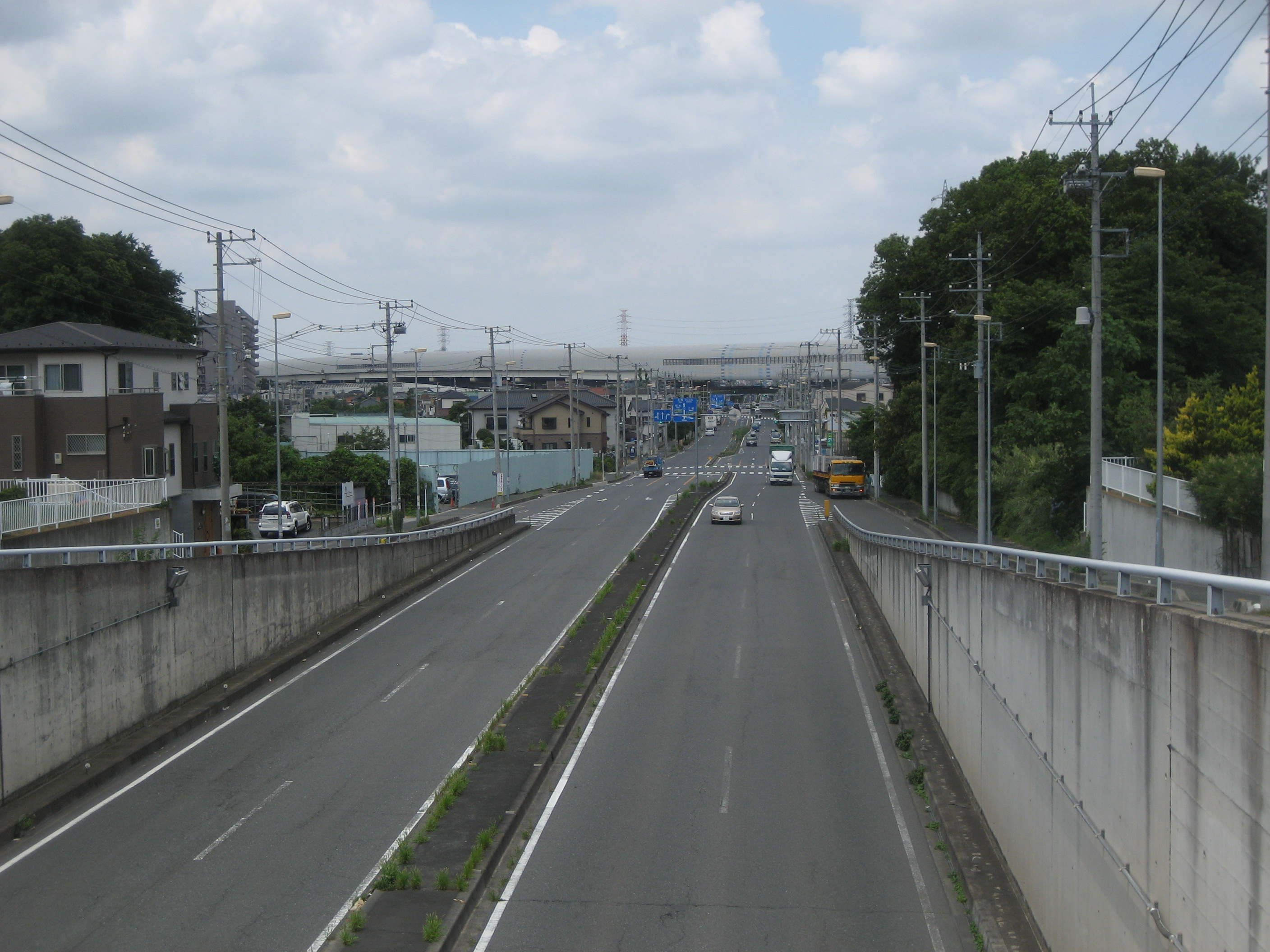
川口市安行領根岸付近
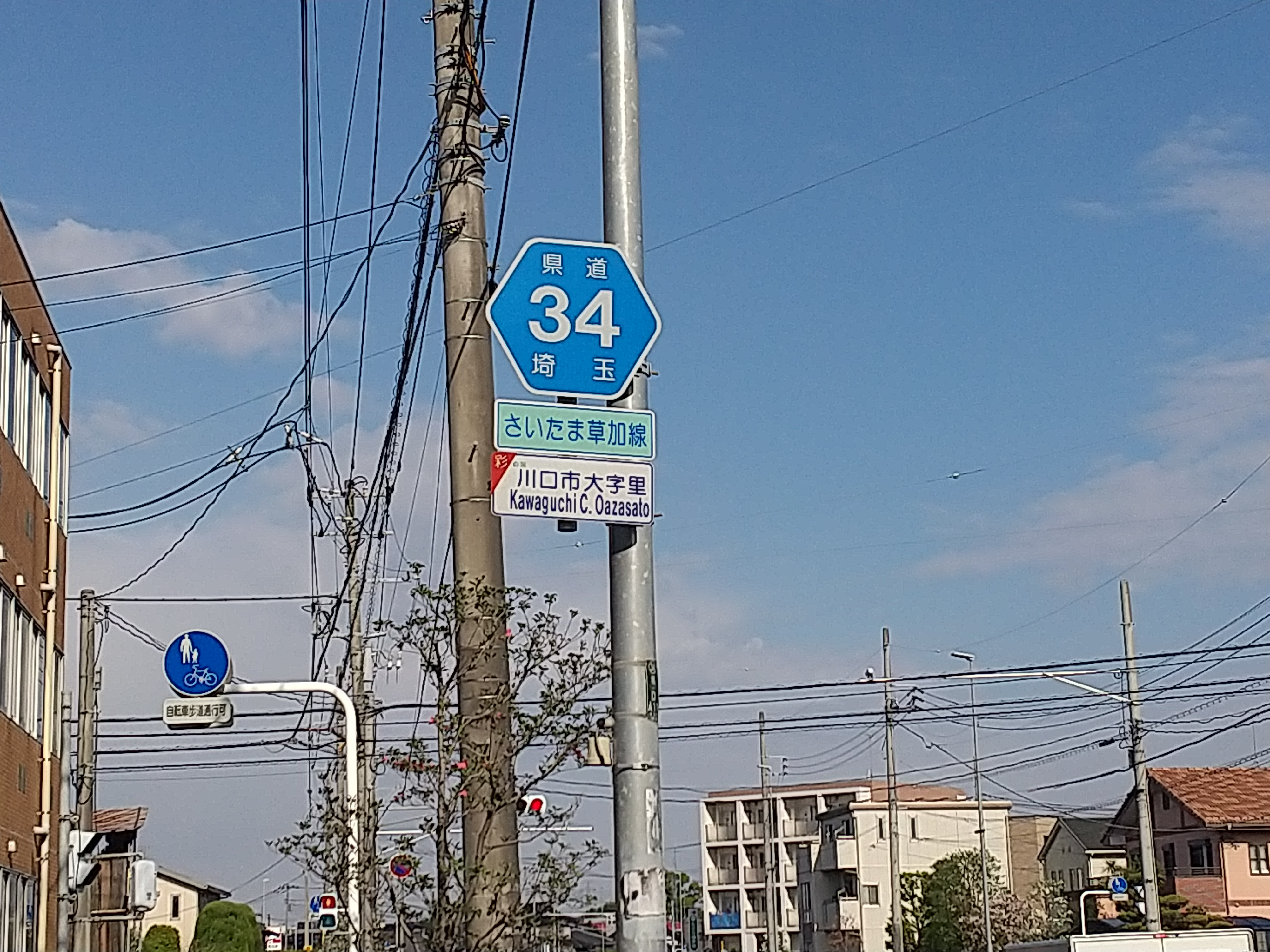
川口市里付近
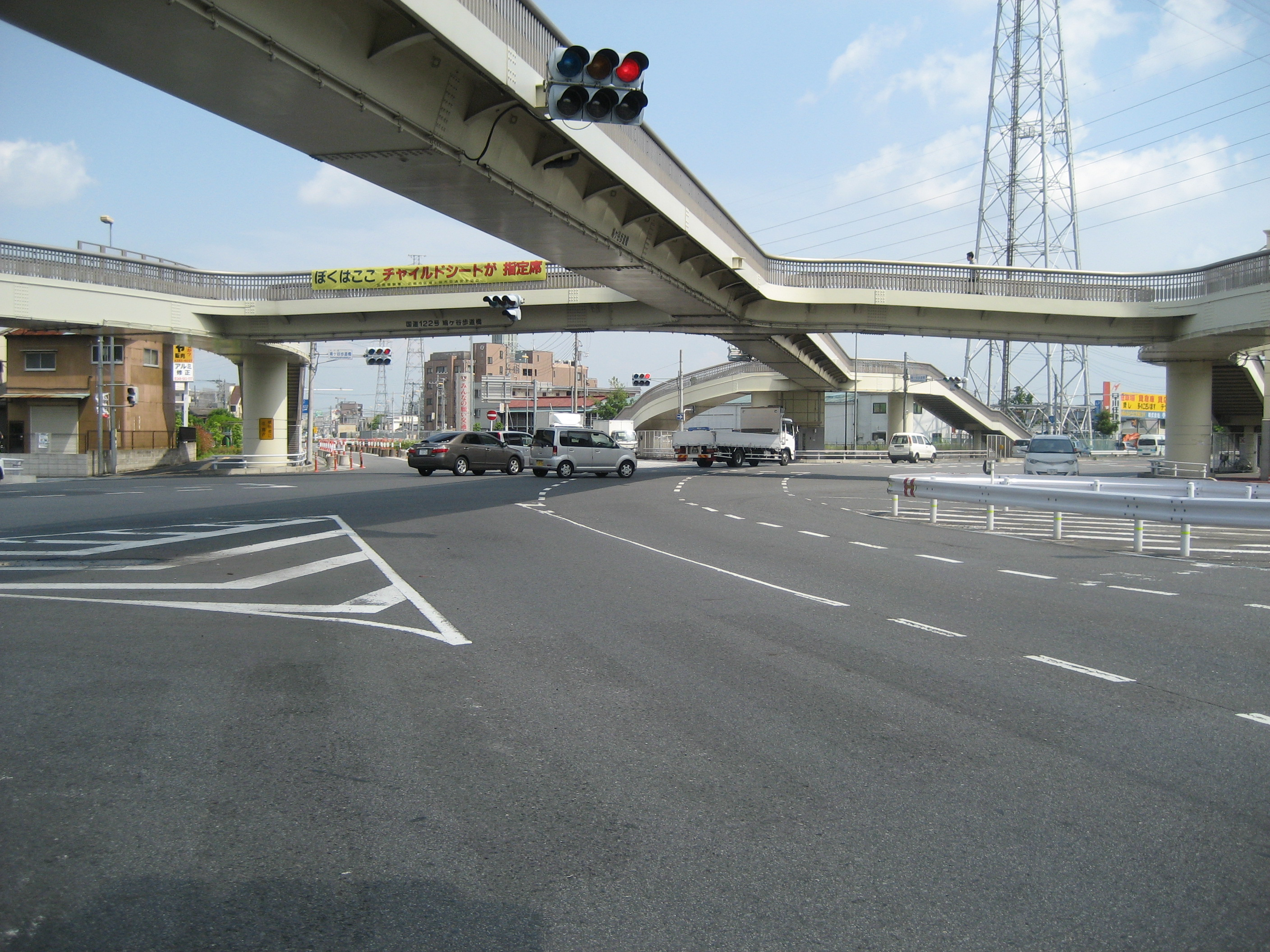
鳩ヶ谷歩道橋交差点
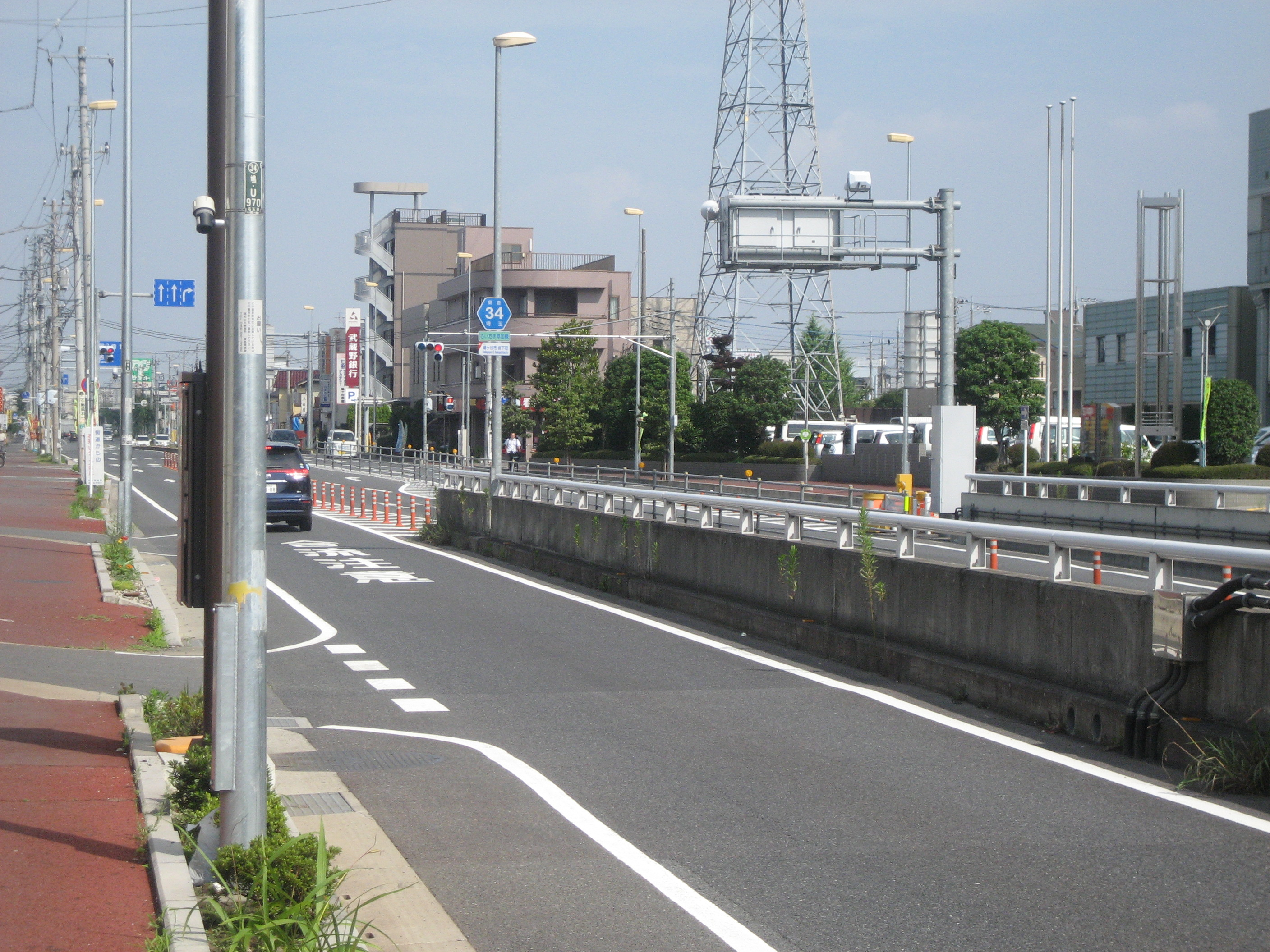
川口市役所鳩ヶ谷支所付近
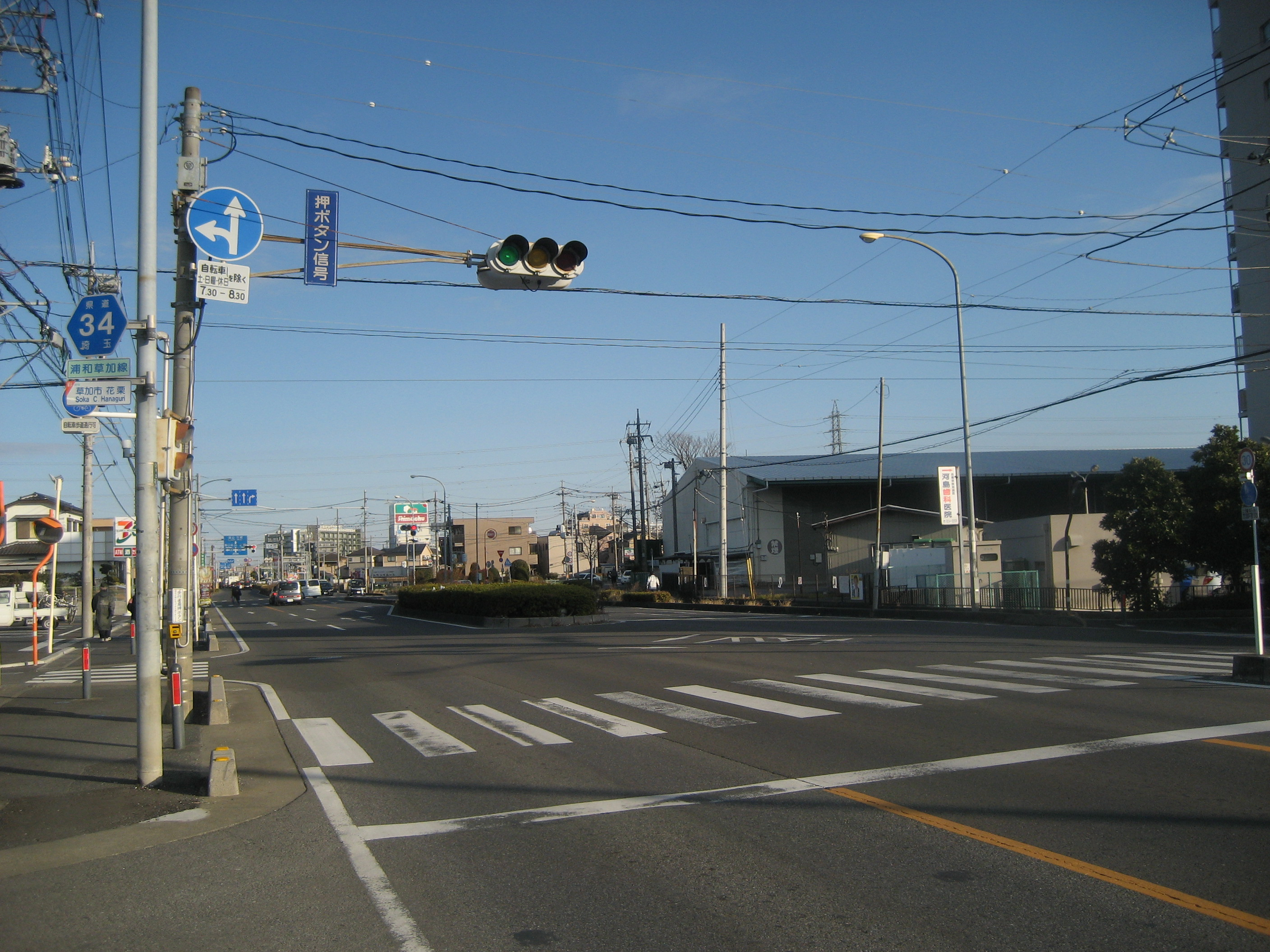
草加市花栗付近
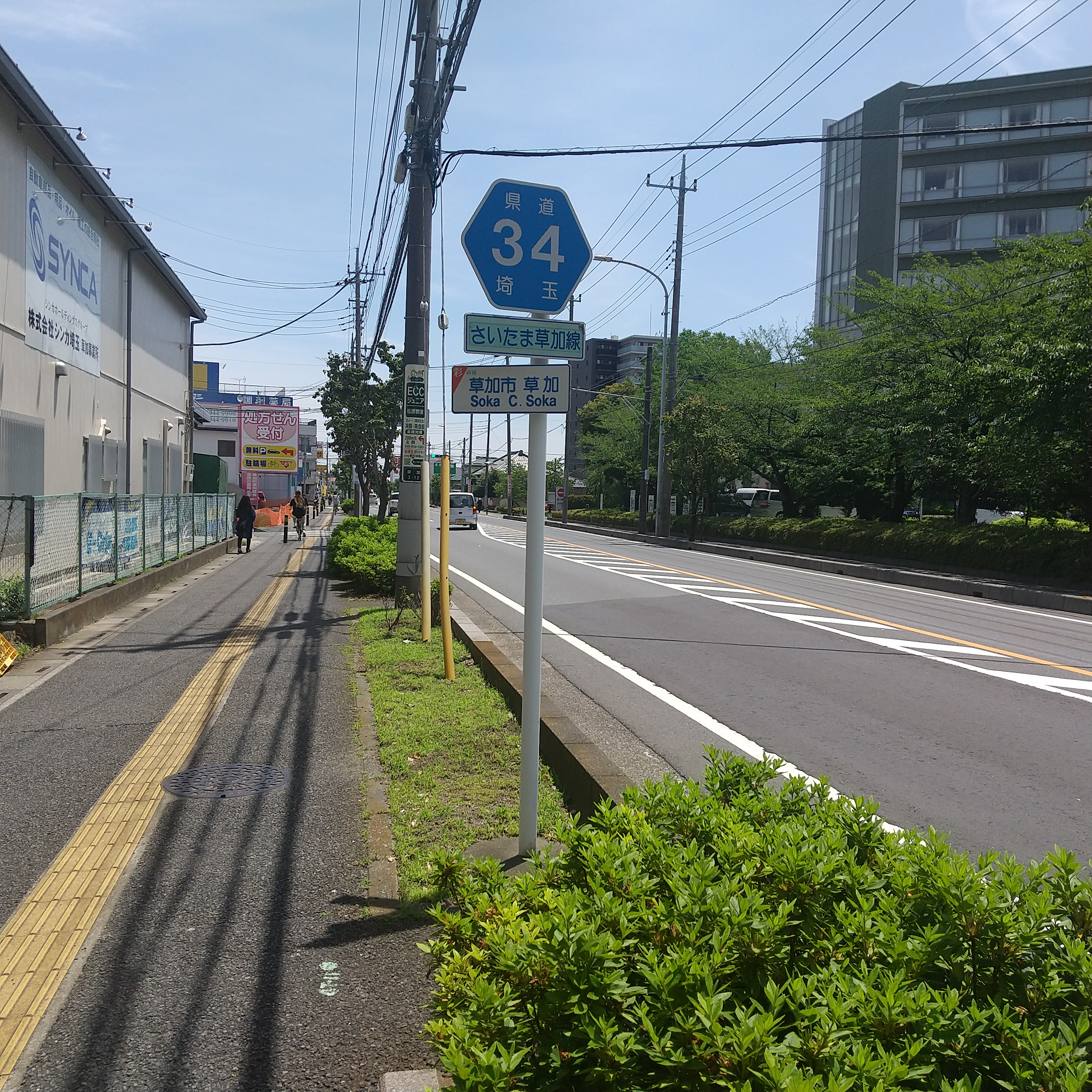
草加市草加付近
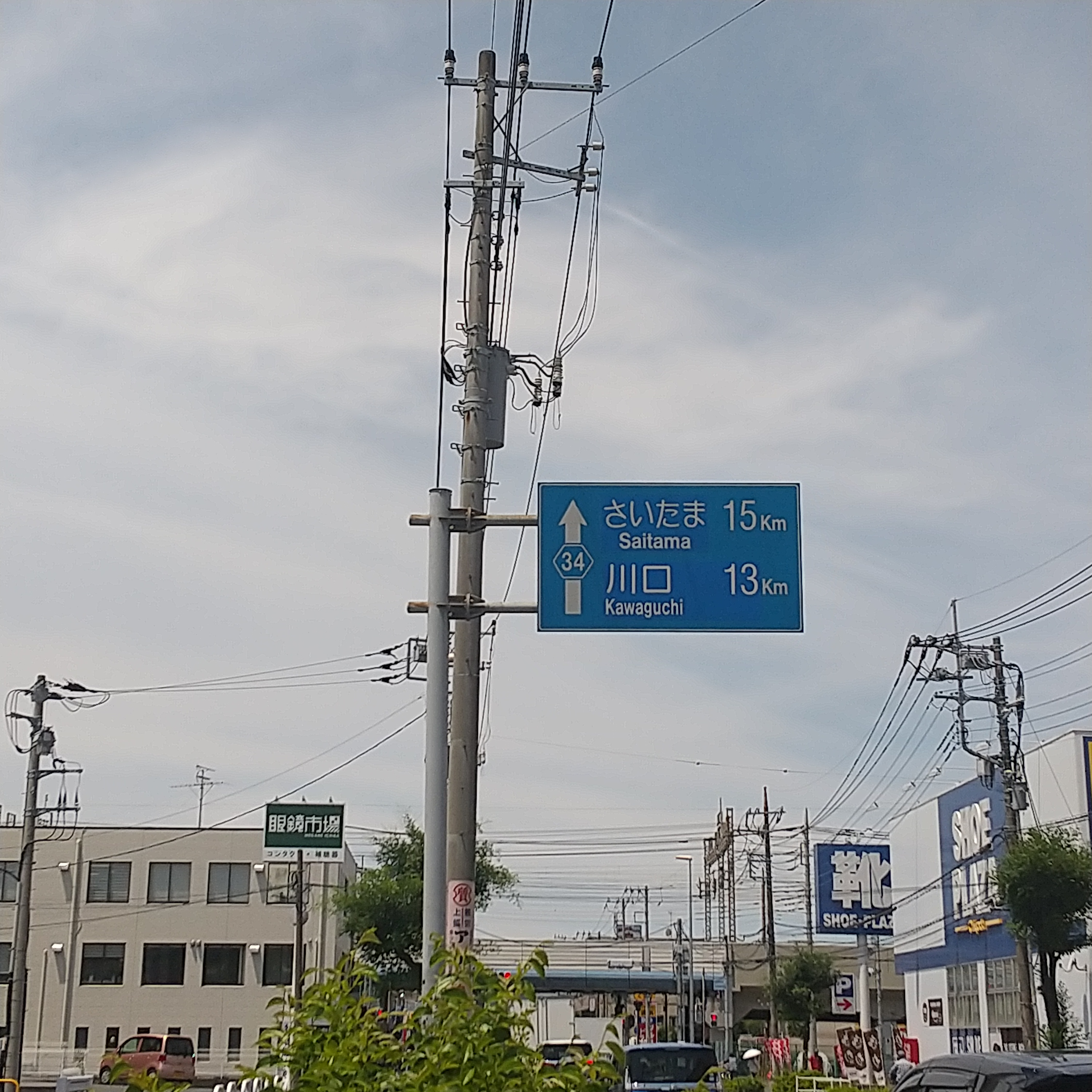
草加市栄町付近